# Попов, Генрих (паралимпиец)

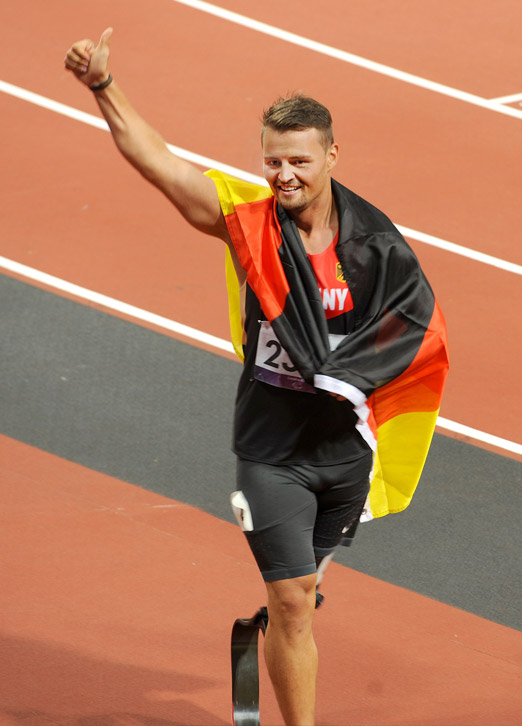
Паралимпийские Игры 2012 г.: Генрих Попов после победы в забеге на 100 м

Генрих Попов (нем. Heinrich Popow, род. 14 июля 1983, Абай, Казахская ССР, СССР) — немецкий легкоатлет. На Паралимпийских играх 2012 в Лондоне завоевал золотую медаль в спринтерском забеге на 100 метров. На данный момент[уточнить] он является мировым и европейским чемпионом в спринте на 100 метров и мировым чемпионом в прыжках в длину. По сей день он завоевал 24-и медали на Паралимпийских играх, как и на Чемпионатах мира и Европы.

## Дисциплины
Генриха Попова принято считать специалистом по спринту на 100 метров — самой популярной дисциплине легкой атлетики. Помимо этого, принимает участие в забегах на 200 метров, в состязаниях по прыжкам в длину, а также в эстафете 4×100 метров.

## Спортивные успехи
Спортивная карьера Попова началась в 2001 году в немецком клубе «Байер 04» Леверкузен с приглашения на пробную тренировку, где Попов убедил тренеров хорошими результатами. Позже стал тренироваться под руководством Карл-Хайнца Дюе (Karl-Heinz Düe) вместе со спортсменками по семиборью. На Чемпионате мира в г. Лилль (Франция) в 2002 году Попов завоевал свою первую бронзовую медаль в прыжках в длину. В 2004 году на своих первых Паралимпийских играх в Афинах Попов выиграл три бронзы — в забегах на 100 метров и 200 метров, а также в прыжках в длину. 4 года спустя на Паралимпийских играх в Пекине, он улучшил результат, преодолев 100 метров за 12,98 сек. и был награждён серебром. На Паралимпийских играх в Лондоне в 2012 году завоевал золото на 100-метровой дистанции. Этот результат он назначил собственной целью ещё до открытия Паралимпиады..

## Детство и работа
В возрасте семи лет Генрих Попов переселился со своими родителями из Казахстана в Германию. Он вырос в г. Хахенбург B 9-летнем возрасте врачи ампутировали ему левую ногу выше колена (эксзартикуляция коленного сустава) впоследствии саркомы Юинга в икроножой мышце. В многочисленных интервью Попов заявлял, что ампутация была тяжелее для его родителей, чем для него самого. Сам он, скорее, беспокоился о том, что не сможет больше играть в футбол, как это делал раньше.. Попов характеризует себя страстным спортсменом. После ампутации он испробовал несколько видов спорта, пока не остановился на легкой атлетике. С тех пор он защищает цвета команды «Байер 04» Леверкузен. Работает программистом в футбольной команде «Байер 04».

## Молодёжная работа
Помимо спортивной карьеры занимается мотивационной и молодёжной деятельностью. Он посещает потерпевших в клиниках и мотивирует их к занятию спортом после ампутации. Для подрастающих спортсменов команды является ментором и дает им советы для будущей карьеры. Для лучшего подхода к спортивным талантам Генрих Попов усилено работает в социальных сетях.

## Популярность и мнения
Генрих Попов — один из самых популярных немецких легкоатлетов. Число его фанатов постоянно растет. Благодаря своим ясным высказываниям и частому цитированию в СМИ он стал, «пожалуй, самым знаменитым Паралимпийцем Германии» и востребованным голосом паралимпийкого движения. Попов выступает за лучшие условия для паралимпийского массового спорта. Легкоатлет из Леверкузена требует «уважения и признания» паралимпийским спортсменам и, одновременно, выступает за профессионализацию своего спорта. В рамках дискуссии о повышении премий немецким атлетам за паралимпийские медали, Попов оправдывал заниженные суммы по сравнению с олимпийскими премиями. Своё мнение спортсмен подтверждал ослабленной конкуренцией на Паралимпийских играх в отличие от Олимпиады. Далее, Попов высказывался за разделение Паралимпийскиx игр и Олимпиады, так как, по его мнению, в противном случае, Паралимпийскиe игры непременно попадут под огромную тень Олимпиады.

## Выдвижения и награды
За свои паралимпийские медали Попов многократно награждался Серебряным лавровым листом — высшей государственной наградой для спортсменов в Германии, которую традиционно вручает президент Федеративной Республики Германия. Последний раз он получил эту награду 7-го ноября 2012 года. В 2011 и 2012 годах Попов являлся одним из самых перспективных кандидатов на выборах лучшего пара-спортсмена Германии.